# Кроз мећаву
„Кроз мећаву” је приповијетка српског књижевника и политичара Петра Кочића, који се сматра једним од првих писаца модерне у српској књижевности. Приповијетка је први пут објављена у Српском књижевном гласнику 1907. године у два наставка, те је затим објављена исте године у избору Кочићевих приповиједака у издању Српске књижевне задруге. Три године касније, 1910. године излази у „Јауцима са Змијања” на чијем се крају налазило ауторово „Мало објашњење”. Он је у приповијеци пронашао велики број мана и непотпуности, које је потом исправио. Промијенио је редослијед пасуса, поједине ријечи, изоставио и додао дијелове, те је промјенио и име јунака Реље, који се у првој верзији презивао Масларић, а у другој и финалној верзији се презива Кнежевић.

## Анализа дјела

### Радња дјела
Приповијетка „Кроз мећаву” почиње у сумрак и већ се на самом почетку наговјештава тежак живот и положај старца Реље Кнежевића и његовог синовца Вује. Њихов двојица крећу на пут да продају краву са пијаце на тргу у вароши гдје их нико није ни за цијену питао. Да је икако могао, Реља би заплакао од туге, бола и љутње који је осјетио у том тренутку. Зима око њих је све хладнија, снијег све јаче пада, а читава радња приказана је у тмурној атмосфери. Старац је водио рачуна о његовом синовцу Вуји и он покушава да прича са њим, али оскудно обучени дјечак је само нијемо корачао за чичом и кравом коју је Реља водио са собом. Руке су му поплавиле,а длаке на лицу накостријешиле.
Потом слиједи ретроспективни осврт на дане из Рељиног ранијег живота и младости. Некада је он био најбогатији и најзгоднији домаћин у читавом крају. У кући је имао око четрдесет-педесет веселе и распјеване чељади. Имао је велику количину њива и стоке, од које се истицао бик Јаблан. Рељино власништво је расло, а људи су на слављима током здравица једни другима жељели да им роди као код Реље Кнежевића. Он је потомак Рајка са Змијања о коме се у пјесмама пјева, те никада није прихватио да постане кнез. Његова стока је слата цару, а мушка дјеца наоружана до зуба, а нико их није ни питао за дозволу. Дешава се обрт и ствари крећу низбрдо у Рељином животу, након једног кобног дана када су планински вјетрови покосили велики број Рељине стоке. Тада се дешава први губитак у његовој породици, а то је Мали Ђоко, чија је душа била скрхана болом због смрти бика Јаблана. Након тога, Рељини потомци почињу се разболијевати и умирати један за другим, те Реља губи све. Након тога, Реља је ријетко излазио из куће, а нико више није спомињао његово име. За помрлу породицу је изградио гробље које је он одржавао. Остао му је само синовац Вујо, о коме се брину на најбољи начин на који је могао.
Прича се враћа у садашњост. Реља и његов синовац и даље путују. Најтеже му пада што су сутра Задушнице, а он нема новца ни да свијеће купи да освијетли гробове својих вољених. Он то прича Вуји, који га ћутећи слуша. Старац се повремено окреће ка њему, питајући га „Идеш ли, роде?”, на шта би дјечак одговорио „Идем, идем.” Њих двојица застају да се одморе због малаксалости и умора. Реља покушавајући да угрије дјечака даје му своју гардеробу, јер је он већ прошао кроз много мећава, те је навикнут на то. Спустивши се у поља, он примјети да су сви путеви завејани. Схвативши да су се изгубили, он поче да виче и дозива за помоћ. Затим се чују гласови који му говоре да иде десно, а ти гласови припадају члановима породице Накомића, који су навикли да спашавају људе од мећаве. Реља креће на ту страну, али се једном окреће и примјећује да су нестали и Вујо и крава. Очајан, старац потрча назад и паде крај тијела дјетета које није могло да издржи хладноћу. На крају, мећава је побиједила Рељу Кнежевића. Приповијетка се завршава реченицом: „Звижде вјетрови, звижде и урличу, а полумртва се уста људе и издишу у слаткој смрти...”

### Тематско-мотивска структура
Тема овог дјела је борба коју води старац Реља Кнежевић против мећаве у којој се задесио са својим синовцем Вујом. Идеја се може наслутити кроз размишљање главног јунака, а то је да је младост несумњиво најљепша и да се требају све шансе у њој искористити. Такође, живот је непредвидљив и обртљив и никада не знамо шта се може десити сутра. Присутан је и велики број мотива, међу њима мотив зиме и хладноће, мотив снијега, мотив љубави и њежности, мотив борбе, али и мотив страха.

### Језичко-стилска структура
Ова приповијетка је модерно умјетничко дјело у којем се прожимају епско и лирско. Увод је упечатљив, јер писац читаоце одмах уводи у срж приче. Овај поступак се у књижевности назива in media res, односно у средишту ствари. Од стилских фигура, аутор користи највише градацију и персонификацију. Од почетка приповијетке се осјећа напетост која кроз даљу радњу расте. Такође се јавља и контраст између моћне и немилосрдне мећаве и два измучена и уморна бића. Затим се може споменути и контраст између Рељине прошлости и садашњости. Писац нам ретроспективним причањем објашњава Рељину прошлост и времена када је он био најбогатији човјек у крају, док је сада сиромах коме је од огромне породице остао један синовац. Читајући приповијетку, у читаоцу се буде тужна осјећања због судбине Реље и његовог синовца, али и дивљење за његову упорност и непрекидна борба.

### Композиција
Композиција дјела се састоји од почетка, заплета, врхунца, расплета и епилога. 
- Почетак: „Већ се поче и смрачивати, а они не могаше краве продати.” - Старац Реља Кнежевић заједно са синовцем Вујом покушава да прода краву на пијаци, али му не иде. Зима је, вече пада, а он са синовцем клеће на пут.
- Заплет: „Све му је напредовало, бујало, множило се и ширило унедоглед.” - Писац даје ретроспективни обрт на Рељину прошлост. Јака мећава почиње, а Реља на све начине покушава да се избори са њом и притом сачува синовца.
- Врхунац: „Снијег поче гушће лепршати кад уђоше у планину коју им је ваљало пријећи и спустити се у поље.” - Појачава се мећава, а Реља и даље настава свој пут.
- Расплет: „Ево ти ове моје ’аљине, па се добро умотај - рече старац, скиде хаљину, и остаде скоро упола го.” - Реља постаје свјестан да ситуација постаје све гора. Скида своју одјећу и покушава да спаси синовца дајући му своју гардеробу.
- Врхунац: „Идеш ли, роде? - викну опет и несвјесно се обрну, али не бијаше ни краве ни Вује.” - Старац схвата да су и Вујо и крава заостали, те се враћа тражећи синовца и дозивајући га. Наслућује се тужан и трагичан крај Реље Кнежевића којег мећава напокон побјеђује и његовог синовца.

### Облици приповиједања
Приповијетка у себи садржи четири облика приповиједања: 
1. Дијалог,
2. Монолог,
3. Нарација и
4. Дескрипција.

### Ликови
Главни јунаци приповијетке „Кроз мећаву” су: 
- Реља Кнежевић - Он је описан као сијед и кошчат старац, али и даље жилав и крупан као да је одваљен од стијене. Некада је био богат и имао све, и новац и породицу, али му је од свега на крају остао само синовац Вујо. Према свом синовцу се много брине и опходи се са њежношћу, што је супротном старчевом грубом изгледу. Одлучан је, борбен и непокорљив. Јак је и у стању је да се избори са немилосрдним мећавама.
- Вујо - Вујо је Рељин синовац, дјечак од дванаест година. Мали је и слаб. Пошто није навикао на сурове услове који су их задесили у мећави, он пада не могавши да их издржи. Једини је живи род старцу, те се он о Вуји брине са много љубави и њежности.